# Eshkol Nevo
Eshkol Nevo (Gerusalemme, 28 febbraio 1971) è uno scrittore israeliano, nipote di Levi Eshkol che fu il terzo primo ministro di Israele.

## Biografia
Figlio di Ofra e Baruch Nevo, entrambi docenti di psicologia presso l'Università di Haifa, riceve un'educazione laica, in cui l’ebraismo è considerato un “non problema”. Dopo un'infanzia trascorsa tra Israele e gli Stati Uniti, completa gli studi di psicologia presso l'Università di Tel Aviv, per poi lavorare per otto anni come pubblicitario, impiego in seguito abbandonato per dedicarsi alla scrittura.
Il suo primo libro, pubblicato nel 2001, è la raccolta di racconti Zimmer Be-Givatayim (Bed & Breakfast), a cui l'anno dopo segue Nifradnu Trach: Ha-Madrich La-Nifrad Ha-Matchil (trad. lett. Ci siamo separati in fretta: manuale di una separazione), un testo corredato dalle illustrazioni di Orit Arif.
La notorietà arriva nel 2004 con il romanzo a più voci Nostalgia (tit. orig.: Arba'a batim ve ga'agua), ambientato in Israele nella metà degli anni Novanta del Novecento, all'epoca dell'assassinio dell'ex primo ministro israeliano  Yitzhak Rabin (1995) per mano di un colono ebreo estremista Ylgal Amir. Il libro è vincitore nel 2005 del Book Publisher's Association's Golden Book Prize e del Premio letterario francese Raymond Valier nel 2008.
Nel successivo romanzo, La simmetria dei desideri (tit. orig.: Mish'ala achat yamina, 2007), portato anche sulle scene come opera teatrale, Nevo si concentra sul tema dell'amicizia. Quattro ragazzi di Haifa attraversano le tipiche tappe che segnano la storia dell'adolescenza israeliana: liceo, esercito, viaggio all'estero, studi universitari e formazione di una relazione e di una famiglia.
Nel 2010 Nevo pubblica un libro per bambini intitolato Un canguro alla porta (tit. orig.:Aba shel Amaliya Nosea le-Australiya), con illustrazioni di David Hall, cui fa seguito, l'anno seguente, il romanzo bestseller Neuland (2011), ispirato all'Altneuland di Hertzl, fondatore del sionismo. Il libro, ambientato in Sud America, dove Nevo si è personalmente recato per svolgere ricerche sulla cultura locale, è il diario di Dori, insegnante di storia, che lascia moglie e figlioletto per cercare il padre scomparso dopo la morte della moglie. Temi centrali sono il viaggio, irto di pericoli e tentazioni, rivisitazione del mito dell'ebreo errante, la casa come identità e patria spirituale, il lutto, l'amore e il desiderio.
Nel 2011 Nevo scrive due canzoni per il quinto album del gruppo rock israeliano Synergia, Chatum ba'Esh. Nel 2014, con la poetessa Orit Gidali, fonda a Jaffa la scuola di scrittura House Workshops, la più grande scuola privata di scrittura creativa d'Israele, ed è mentore di decine di giovani scrittori, molti dei quali pubblicheranno libri e vinceranno alcuni dei maggiori premi letterari israeliani.
Lavora come docente di scrittura creativa all'Università di Tel Aviv e alla Sam Spiegel Film School di Gerusalemme e partecipa come guest writer a vari incontri e festival letterari in Europa.
Il romanzo Tre piani (tit. orig.: Shalosh komot), pubblicato nel 2015 e fonte di ispirazione dell'omonimo film di Nanni Moretti presentato a Cannes nel 2021, narra le vicende di tre nuclei familiari che vivono nello stesso edificio alle porte di Tel Aviv. Il racconto Terzo piano, tratto dal libro, viene adattato alle scene nel 2017 dal Beit Lessin Theatre, mentre il racconto ispirato a Primo Piano, scritto da Eshkol Nevo, Irit Horowitz Luz e Amnon Wolf, fa parte della stagione 2018-19 del Teatro Habimah.
Nel 2018 Nevo scrive il romanzo L'ultima intervista, (tit. orig.: Ha-Reʼayon ha-aḥaron), in cui uno scrittore mette a nudo se stesso rispondendo alle domande poste via web da un anonimo intervistatore.
Nel giugno 2020, frutto di una collaborazione con l'artista italiana Pax Paloscia, pubblica Vocabolario dei desideri, una raccolta di racconti apparsi tra febbraio 2019 e febbraio 2020 sulla popolare rubrica settimanale tenuta dallo scrittore sulle pagine di Vanity Fair.
Nel 2022 esce in Italia, con i tipi di Neri Pozza, il romanzo Le vie dell'Eden.
Nevo è sposato con Anat ed è padre di tre figlie. Vive a Ra'anana.

## Opere

### Romanzi
- Nostalgia (Arba'a batim ve ga'agua, 2004), traduzione di Elena Loewenthal, Collana Scrittori italiani e stranieri, Milano, Mondadori, 2007, ISBN 978-88-045-5916-0; a cura di Raffaella Scardi, Collana Bloom n.77, Vicenza, Neri Pozza, 2014, ISBN 978-88-545-0339-7.
- La simmetria dei desideri (Mish'ala achat yamina, 2007), trad. di Ofra Bannet e Raffaella Scardi, Collana Bloom n.37, Vicenza, Neri Pozza, 2010, ISBN 978-88-545-0338-0; Vicenza, BEAT, 2013, ISBN 978-88-6559-098-0.
- Neuland (Noiland, 2011), traduzione di Ofra Bannet e Raffaella Scardi, Collana Bloom n.59, Vicenza, Neri Pozza, 2012, ISBN 978-88-545-0591-9.
- Soli e perduti (Ha-Mikveh Ha-Acharon Be-Sibir, 2013), trad. di Ofra Bannet e Raffaella Scardi, Collana Bloom, Vicenza, Neri Pozza, 2015, ISBN 978-88545-0911-5.
- Tre piani (Shalosh Komot, 2015), trad. di Ofra Bannet e Raffaella Scardi, Collana Bloom n.116, Vicenza, Neri Pozza, 2017, ISBN 978-88-5451-269-6.
- L'ultima intervista, (Hareaion Haaharon, 2018), trad. di Raffaella Scardi, Collana Bloom n.164, Vicenza, Neri Pozza, 2019, ISBN 978-885-451-982-4.
- Le vie dell'Eden (Gever Nichnas Ba-Pardess, 2021), trad. di Raffaella Scardi, Collana Bloom, Vicenza, Neri Pozza, 2022, ISBN 978-88-54524-69-9.

### Racconti
- Zimmer Be-Givatayim, 2001 (Bed & Breakfast)
- Legami, traduzione di Raffaella Scardi, Milano, Gramma Feltrinelli, 2024, ISBN 979-12-562-4000-5.

### Libri per bambini
- Un canguro alla porta (Aba shel Amaliya Nosea le-Australiya, 2010), illustrazioni di Martina Filippella, traduzione di Raffaella Scardi, Milano, Salani, 2019, ISBN 978-88-93814-94-2.

### Altro
- Nifradnu Trach (Manuale di rottura), Zmora Bitan, 2002.
- Il vocabolario dei desideri, trad. di Raffaella Scardi, con illustrazioni di Pax Paloscia, Collana Spleen, Vicenza, Neri Pozza, 2020, ISBN 978-88-545-2027-1.